# Jacob Neefs
Pour les articles homonymes, voir Neefs.
Jacob Neefs (orthographe alternative du nom de famille : Neeffs et prénoms alternatifs : Jacob, Jacques et Jacobus) (Anvers, 1610 - Anvers, après 1660) est un graveur flamand.

## Biographie
Jacob Neefs était un élève de Lucas Vorsterman. Il était admis comme maître à la guilde de Saint-Luc d'Anvers en 1632-3. Il épousait Anne Antonissen le 5 février 1655.

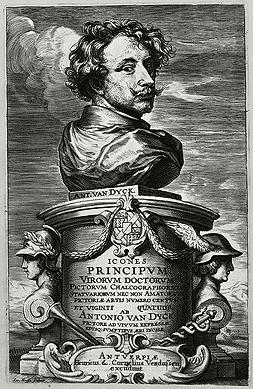
Autoportrait par Antoine van Dyck. Le frontispice de lIconographie, c. 1629/1630, retravaillé c. 1645. Eau-forte de la tête par Anthony van Dyck et le reste par Jacob Neefs.

## Œuvre
Il a travaillé comme graveur pour les plus grands peintres flamands de son époque. Dans l'atelier de Rubens il appartenait à la ‘nouvelle génération’ de graveurs avec des gens comme Hans Witdoeck. Il a travaillé sur le projet d'édition nommé l'Iconographie d'Antoine van Dyck, une publication rassemblant un grand nombre de gravures de portraits d'éminents contemporains.   Jacob Neefs a complété quelques-uns des portraits pour les éditions ultérieures de l'Iconographie par l'ajout d'un buste sculpté et un piédestal. Il reste inconnu si ces additions convenaient avec l'intention de Van Dyck. D'autres peintres éminents pour lesquels il a réalisé des gravures comprennent, entre autres, Jacob Jordaens, Abraham van Diepenbeeck et Gerard Seghers.
Jacob Neefs exécutait ses œuvres principalement au burin. Il gagnait aussi une réputation pour ses dessins qui montrent une précision de la main.
Ses élèves comprennent Jacques vande Velde (1644-1645) et Emanuel Winghen.